# Бугров, Николай Андреевич
Николай Андреевич Бугро́в (1905 — ?) — советский конструктор оружия.

## Биография
Родился 30 (17 декабря) 1905 года в селе Никольское (ныне Кинешемский район, Ивановская область).
Окончил ЛВМИ (1935).
В 1935—1952 работал в КБ № 2 завода имени К. О. Киркижа (будущий завод имени В. А. Дегтярёва, Ковров), последние должности — главный инженер КБ (1941), главный конструктор.
Во время войны участвовал в создании новых образцов стрелкового оружия и ручных гранатомётов.

## Награды и премии
- Сталинская премия первой степени (1949) — за участие в создании РПД-44.
- два ордена Трудового Красного Знамени (1942 — за создание противотанкового ружья; 1945).
- медали